# Nicoloso da Recco (destroyer)
Pour l'explorateur génois, voir Niccolò de Recco.
Le Nicoloso da Recco (fanion « DR ») était un destroyer italien de la classe Navigatori lancé en 1930 pour la Marine royale italienne (en italien : Regia Marina).

## Conception et description
Commandés en 1926, ces navires ont été construits pour la Regia Marina en réponse aux grands contre-torpilleurs des classes Jaguar et Guépard construits pour la Marine française. Ces navires étaient nettement plus grands que les autres destroyers italiens contemporains et étaient initialement classés comme croiseur éclaireur, la reconnaissance aérienne prenant alors de l'ampleur. Ils ont été reclassés dans la catégorie des destroyers en 1938.
Les navires de la classe Navigatori avaient une longueur totale de 107,3 mètres, une largeur de 10,2 mètres et un tirant d'eau moyen de 3,5 mètres. Ils déplaçaient 1 900 tonnes à charge normale et 2 580 tonnes à charge profonde. Leur effectif en temps de guerre était de 222-225 officiers et hommes de troupe.
Les Navigatori étaient propulsés par deux turbines à vapeur Belluzzo, chacune entraînant un arbre d'hélice et utilisant la vapeur fournie par quatre chaudières Yarrow. Les turbines étaient conçues pour produire 55 000 chevaux-vapeur (41 000 kW) et une vitesse de 32 nœuds (59 km/h) en service, bien que les navires aient atteint des vitesses de 38-41 nœuds (70-76 km/h) pendant leurs essais en mer alors qu'ils étaient légèrement chargés.Ils transportaient suffisamment de mazout qui devait leur donner une autonomie de 3 800 milles nautiques (7 000 km) à une vitesse de 18 nœuds (33 km/h).
Leur batterie principale était composée de six canons de 120 millimètres dans trois tourelles jumelées, une à l'avant et à l'arrière de la superstructure et la troisième au milieu du navire. La défense antiaérienne (AA) des navires de la classe Navigatori était assurée par une paire de canons AA de 40 millimètres dans des supports simples situés à l'avant de la cheminée et une paire de supports jumelés pour des mitrailleuses de 13,2 millimètres. Ils étaient équipés de six tubes lance-torpilles de 533 millimètres dans deux supports triples au milieu du navire. Le Navigatori pouvait transporter de 86 à 104 mines.
Les navires étaient rapides, mais manquaient de stabilité et ont été reconstruits avec des étraves en forme de clipper, une largeur accrue et une superstructure réduite à la fin des années 1930.
Pendant la guerre, les tubes lance-torpilles ont été remplacées par des tubes triples de 533 mm et des canons anti-aériens supplémentaires ont été ajoutés.

## Construction et mise en service
Le Nicoloso da Recco est construit par le chantier naval Cantiere navale di Ancona à Ancône en Italie, et mis sur cale le 14 décembre 1927. Il est lancé le 	5 janvier 1930 et est achevé et mis en service le 20 mai 1930. Il est commissionné le même jour dans la Regia Marina.

## Histoire du service

### Le nom
Le navire porte le nom du navigateur génois Nicoloso da Recco qui, en 1341, avec le Florentin Angiolino del Tegghia de' Corbizzi, a effectué un voyage vers les îles Canaries pour le compte d'Alphonse IV du Portugal.

### Les années 30
Après la livraison, après une courte période d'entraînement, le da Recco retourne au chantier naval pour des modifications visant à améliorer la stabilité (allègement et abaissement des superstructures), ainsi que le remplacement du gouvernail (1932) et des tubes lance-torpilles,.
Avec ses navires-jumeaux (sister ships) Alvise da Mosto, Antonio da Noli, Lanzerotto Malocello, Leone Pancaldo, Emanuele Pessagno, Luca Tarigo, en tant que navire amiral de la Division des Explorateurs, il participe à l'escorte de soutien des hydravions Savoia-Marchetti S.55A d'Italo Balbo pendant la célèbre traversée Italie-Brésil qui a lieu du 17 décembre 1930 au 15 janvier 1931,. L'unité, qui a quitté La Spezia le 1er décembre, passe plus de cinq mois loin de l'Italie, pour revenir le 27 mai 1931,.
À son retour, il commence l'activité de son escadron et la même année, après avoir participé aux célébrations du 50e anniversaire de l'Académie navale de Livourne, il reçoit à Gênes, le 8 décembre, le drapeau de combat, offert par la ville de Recco.
Entre 1936 et 1938, pendant la guerre civile espagnole, il participe à des actions de patrouille dans les eaux de la Méditerranée occidentale, avec des bases à Tanger et Cadix et une zone opérationnelle dans le bassin occidental de la Méditerranée,.

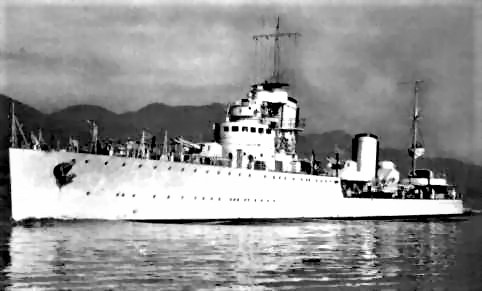
Le Nicoloso da Recco en ancrage en 1938

Rétrogradé en destroyer le 5 septembre 1938, il devient chef d'escadron du XVIe escadron de destroyers sous la IIe escadre navale basée à La Spezia [2].
En mars 1939, le da Recco est envoyé à Tripoli, tandis qu'en avril il participe aux opérations d'occupation de l'Albanie,.
Le da Recco est alors temporairement affecté à la division de l'école de commandement.
Par la suite, le XVIe escadron de destroyers est transféré à Tarente sous la VIIIe division navale de la Ier escadre.
Le 22 octobre 1939, le da Recco quitte Tarente et est stationné à Leros, où il reste, opérant dans la mer Égée, jusqu'au 30 avril 1940.
En mai 1940, il est employé en Albanie.
Contrairement à la quasi-totalité des unités jumelles (à l'exception du Usodimare), il ne subit pas le dernier cycle de modifications, si bien qu'il a conservé sa conformation originale jusqu'à la fin de sa carrière opérationnelle.

### Seconde Guerre mondiale
Au début de la Seconde Guerre mondiale, il est chef d'escadron du XVIe escadron de destroyers, qu'il forme avec ses navires-jumeaux Usodimare, Tarigo et Pessagno.
Le 12 juin 1940, à deux heures du matin, il appareille de Tarente, avec le Pessagno, le Usodimare, la Ire division (croiseurs lourds Zara, Fiume et Gorizia), la VIIIe division (croiseurs légers Duca degli Abruzzi et Garibaldi) et le IXe escadron de destroyers (Alfieri, Oriani, Gioberti, Carducci) pour patrouiller dans la mer Ionienne.
A 14h10 Le 7 juillet 1940, il appareille de Tarente avec le Pessagno et le Usodimare et les croiseurs de la IVe division (da Barbiano, Alberto di Giussano, Cadorna et Diaz) et de la VIIIe division (Duca degli Abruzzi et Garibaldi) en appui à un convoi pour la Libye (transports de troupes Esperia et Calitea, navires à moteur Marco Foscarini, Francesco Barbaro et Vettor Pisani, escortés par les torpilleurs Orsa, Procione, Orione, Pegaso, Abba et Pilo).
Cette formation a ensuite rejoint les 1re et 2e escadron naval, participant à la bataille de Punta Stilo le 9 juillet, dans laquelle, cependant, le da Recco n'a pas joué un rôle majeur, bien qu'il ait participé à la défebse anti-aérienne contre les attaques aériennes que l'escadron italienne a subies après la bataille.

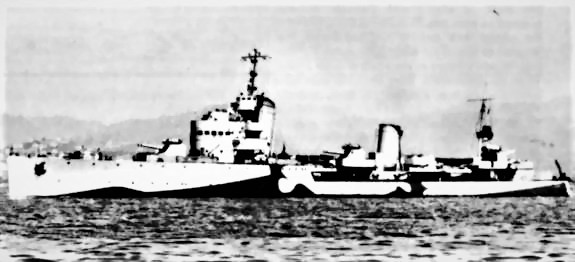
Le da Recco avec sa livrée de camouflage

Le 1er août, il quitte Augusta avec ses navirves-jumeaux Vivaldi, da Noli, Pessagno et Usodimare pour une mission de chasse anti-sous-marine, qui se termine par le naufrage du sous-marin britannique HMS Oswald (N58) par le 
Le 28 novembre, avec les destroyers Pigafetta, Pessagno et Riboty et les torpilleurs Bassini et Prestinari, il bombarde des positions grecques près de Corfou.
Le 18 décembre, il bombarde à nouveau avec sa propre artillerie, avec les croiseurs Raimondo Montecuccoli et Eugenio di Savoia et les destroyers Pigafetta, Pessagno et Riboty, les lignes grecques à Corfou.
Le 4 mars 1941, il participe à des opérations de bombardement sur la côte albanaise,.
Le 26 mars 1941, à neuf heures du soir, il quitte Brindisi avec son navire-jumeau Pessagnoet la VIIIe division de croiseurs (Duca degli Abruzzi, Garibaldi), rejoignant ainsi l'escadre navale - le cuirassé Vittorio Veneto, les Ire division de croiseurs (Zara, Pola, Fiume) et IIIe division de croiseurs (Trento, Trieste, Bolzano), les  IXe escadron de destroyers (Alfieri, Oriani, Gioberti, Carducci), XIIIe escadron de destroyers (Granatiere, Bersagliere, Fuciliere, Alpino), XIIe escadron de destroyers (Corazziere, Carabiniere, Ascari) - destinés à participer à l'opération "Gaudo", puis à la bataille du Cap Matapan. Le da Recco et le Pessagno, qui forment l'escorte de la VIIIe division de croiseurs, sont initialement affectés au raid au nord de la Crète mais sont ensuite réaffectés à l'action principale dans les eaux de Gaudo, où ils arrivent trop tard pour participer à la bataille. Après le torpillage du Veneto, ils sont détachés au nord du groupe principal pour intercepter une éventuelle attaque d'unités de torpillage venant de cette direction et remplissent cette tâche jusqu'au jour, lorsque les navires italiens reprennent la formation compacte offrant une meilleure protection contre les attaques aériennes.
Du 19 au 23 avril 1941, avec la VIIe division de croiseurs (Eugenio di Savoia, Duca d’Aosta, Attendolo et Montecuccoli) et ses navires-jumeaux da Mosto, Pessagno, da Verrazzano, Pigafetta et Zeno, il effectue la pose de champs de mines "S 11", "S 12" et "S 13" (utilisant au total 321 mines et 492 flotteurs explosifs) à l'est du Cap Bon.
Entre le 23 et le 24 avril, les mêmes unités répètent l'opération en posant 740 autres mines.
Le 1er mai, il pose à nouveau des mines au nord-est de Tripoli, avec ses navires-jumeaux Pigafetta, Da Verrazzano, Da Mosto, Zeno et Pessagno et les croiseurs Eugenio di Savoia, Duca d'Aosta et Attendolo.
Le 4-5 mai, il fournit une escorte indirecte - avec ses navires-jumeaux Pigafetta, Da Mosto, Zeno et Da Verrazzano et les croiseurs légers Eugenio di Savoia, Attendolo et Duca d'Aosta - à un convoi (formé par le transport de troupes Victoria et les cargos Marco Foscarini, Barbarigo, Calitea, Ankara, Andrea Gritti et Sebastiano Venier escortés par les destroyers Vivaldi, da Noli et Malocello et les torpilleurs Cassiopea, Orione et Pegaso) en route vers Naples-Tripoli. Les navires arrivent à destination sains et saufs malgré la détection d'un sous-marin, qui n'a toutefois pas attaqué
En été 1941, il est déployé à Palerme.
Le 3 juin 1941, il pose deux champs de mines au nord-est de Tripoli, avec les destroyers Pigafetta, da Verrazzano, Usodimare, Gioberti, Scirocco et da Mosto et les IVe division de croiseurs (croiseurs légers Bande Nere et di Giussano) et VIIe division de croiseurs (croiseurs légers Eugenio di Savoia, Duca d'Aosta et Attendolo).
Le 28 juin, il pose le champ de mines "S 2" dans le canal de Sicile avec les croiseurs Attendolo et Duca d'Aosta et les destroyers Pigafetta, Da Verrazzano, Da Mosto et Pessagno.
Le 7 juillet, avec les IVe division de croiseurs (Bande Nere et di Giussano) et VIIe division de croiseurs (Attendolo et Duca d'Aosta) et les destroyers Pigafetta, da Mosto, Pessagno, da Verrazzano, Maestrale, Grecale et Scirocco, il effectue une mission de pose de mines dans le canal de Sicile.
Le 19 août, il fait partie, avec les destroyers Gioberti, Vivaldi, Oriani et le torpilleur Dezza, auquel se joint alors le Xe escadron de destroyers (Maestrale, Grecale, Libeccio, Scirocco), de l'escorte d'un convoi allant de Naples à Tripoli (transports de troupes Marco Polo, Esperia, Neptunia et Oceania). Le 20 août, alors que les transports ont pris la route sûre vers Tripoli (échappant également à une attaque du sous-marin HMS Unbeaten (N93)), le sous-marin britannique HMS Unique (N95) torpille le Esperia, qui coule à la position géographique de 33° 03′ N, 13° 03′ E.  Il est possible de sauver 1 139 hommes, tandis que les victimes sont au nombre de 31.
Le 1er septembre, il appareille de Naples pour escorter, avec les destroyers Folgore, Dardo et Strale, les navires à moteur Andrea Gritti, Rialto, Vettor Pisani, Sebastiano Venier et Francesco Barbaro. Le 3, le convoi est attaqué par des avions et le Andrea Gritti, incendié par l'aviation, est dynamité avec la mort de 347 hommes, tandis que le Francesco Barbaro, endommagé, doit être remorqué à Messine par le Dardo avec l'aide des destroyers Ascari et Lanciere; le reste du convoi atteint Tripoli le lendemain,,.
Le 5 septembre, il quitte Tripoli pour escorter vers Naples, avec les destroyers Folgore, Freccia et Strale, rejoints par le torpilleur Circe, le vapeur Ernesto, le navire à moteur Col di Lana et le pétrolier Pozarica. Le 7 septembre, le Ernesto est torpillé et endommagé par le sous-marin néerlandais Hr.Ms. O 21 au large de Pantelleria et est emmené à Trapani par le Strale et le Circe (où il arrive le 8 septembre), tandis que le reste du convoi continue vers Naples (où il arrive le lendemain).
En début de soirée du 16 septembre, il quitte Tarente pour escorter le convoi " Vulcania ", dirigé vers Tripoli. Le convoi est formé par les transports de troupes Neptunia et Oceania, escortés par da Recco - qui, sous le commandement du capitaine de vaisseau (capitano di vascello) Stanislao Esposito, est le chef d'escorte - et par les destroyers Antoniotto Usodimare, Antonio Da Noli, Vincenzo Gioberti et Emanuele Pessagno, Cependant, le convoi se heurte à un barrage formé au large des côtes libyennes par les sous-marins britanniques HMS Upholder (P37), HMS Unbeaten (N93), HMS Upright (N89) et HMS Ursula (N59). A 4h15 le 18 septembre, les torpilles lancées par le HMS Upholder touchent le Neptunia et le Oceania, qui s'immobilisent et commencent à prendre l'eau,. Simultanément à l'impact des torpilles contre les deux navires, le da Recco reçoit un avertissement tardif de Supermarina - qui a intercepté et déchiffré un message du HMS Unbeaten - sur la possibilité d'une attaque sous-marine. Le commandant Esposito ordonne que le Vulcania, indemne, continue avec l'escorte du Usodimare (les deux navires atteignent Tripoli sains et saufs malgré une attaque du HMS Ursula), tandis que les autres destroyers poursuivent sans succès le sous-marin qui attaquait, portent assistance au Oceania et récupèrent le Neptunia naufragé, qui est en train de couler (le navire coule, poupe en bas, à 6h50),. À 8h50, le Oceania, qui est en cours d'évacuation tandis que le Pessagno se prépare à le remorquer, est à nouveau torpillé par le HMS Upholder et coule rapidement. Les destroyers n'eont plus qu'à récupérer les survivants,. Sur les 5 818 hommes embarqués sur les deux navires, il est possible d'en sauver 5 434; le da Recco contribue à l'opération de sauvetage en récupérant le nombre remarquable de 1 302 survivants,,.
Le 12 octobre 1941, il quitte Trapani pour escorter, avec le destroyer Sebenico et l'ancien torpilleur Cascino, les vapeurs Nirvo et Bainsizza et le remorqueur Max Barendt, à destination de la Libye. Le 14 octobre, le Bainsizza est endommagé par des bombardiers-torpilleurs à la position géographique de 34° 15′ N, 12° 12′ E, et coule le lendemain alors que le remorqueur Ciclope tente de le remorquer.
Du 16 au 19 octobre, il fait partie de l'escorte (destroyers Folgore, Fulmine, Gioberti, Usodimare, Sebenico) d'un convoi naviguant de Naples à Tripoli (transports Beppe, Marin Sanudo, Probitas, Paolina et Caterina), qui sont ensuite rejoints par le chalutier à moteur Amba Aradam et le torpilleur Cascino. Le Beppe est torpillé le 18 par le sous-marin HMS Ursula, devant être pris en remorque par le remorqueur Max Barendt, qui est assisté par le da Recco et le torpilleur Calliope, atteignant Tripoli le 21, tandis que le Caterina coule à  62 milles nautiques (132 km) pour 350° de Tripoli à cause des dommages causés par une attaque aérienne; le reste du convoi atteint Tripoli le 19.
Le 21 novembre à 5h30, il appareille de Naples pour escorter vers la Libye, en même temps que le torpilleur Cosenz, dans le cadre d'une opération de trafic, le navire à moteur moderne Monginevro et le grand pétrolier Iridio Mantovani. Cependant, l'opération échoue en raison du torpillage et des graves dommages subis par les croiseurs Trieste et Duca degli Abruzzi (faisant partie de l'escorte indirecte).
À 10h30 le 12 décembre, il appareille de Messine pour escorter jusqu'à Tarente - d'où les navires auraient continué jusqu'à Tripoli - avec le Usodimare, dans le cadre de l'opération "M 41", le convoi "A", formé par les vedettes modernes Fabio Filzi et Carlo Del Greco. A 2h30 le 13, alors que les navires passent à 15 milles nautiques (28 km) au sud de Cap San Vito, à environ dix milles nautiques (18 km) de Tarente, ils sont attaqués par le sous-marin HMS Upright qui torpille les navires marchands: le Filzi chavire et coule en sept minutes, le Del Greco, en essayant de le remorquer, coule à cause des dégâts; 214 des 649 hommes embarqués sur les deux navires périrent,.
Du 16 au 18 décembre, dans le cadre de l'opération de trafic "M 42", il escorte de Tarente à Tripoli, avec ses navires-jumeaux Da Noli, Malocello, Vivaldi, Zeno et Pessagno, le convoi "L", composé des navires à moteur modernes Napoli, Monginevro et Vettor Pisani (au début, les navires voyagent ensemble avec un autre convoi, le " N " - navire à moteur Ankara, destroyer Saetta, torpilleur Pegaso - puis se séparent au large de Misurata). À 21h40 du 18 décembre, le Napoli est frappé par des bombardiers-torpilleurs au large de Tagiura, rapportant de sérieux dommages, mais le da Noli le prend en remorque et le remorque jusqu'à Tripoli (où il arrive le jour suivant).
Le 19 décembre, à 19h45, il éperonne et coule accidentellement le dragueur de mines auxiliaire (ancien remorqueur) G 32 Ferruccio à l'entrée du port de Tripoli.
A 10h15 le 3 janvier 1942, il appareille de Messine avec les destroyers Bersagliere, Fuciliere, Vivaldi et Usodimare pour escorter vers Tripoli, dans l'opération "M 43" (trois convois vers la Libye avec 6 marchands, 6 destroyers et 5 torpilleurs), un convoi composé par les navires à moteur modernes Nino Bixio, Lerici et Monginevro. Tous les marchands arrivent à destination le 5 janvier.
Le 18 janvier, il escorte avec le Usodimare le grand pétrolier Giulio Giordani lorsque le convoi est attaqué par des bombardiers-torpilleurs Fairey Swordfish du 830e escadron de la Royal Air Force (RAF), s'en sortant toutefois sans dommages.
En mars 1942, le capitaine de vaisseau (capitano di vascello) Aldo Cocchia prend le commandement du da Recco. À cette époque, le da Recco fait l'objet d'importants travaux à La Spezia, travaux qui durent jusqu'au début du mois de mai, impliquant, outre l'entretien des machines, l'élimination de la plupart des matériaux inflammables et l'embarquement d'un échogoniomètre. Le 9 mai, le navire, une fois les travaux terminés et les tests et exercices effectués, quitte La Spezia
Dans l'après-midi du 11 mai, il quitte Naples pour Tripoli en escortant - avec le destroyer Premuda et les torpilleurs Castore, Polluce, Pallade et Climene - un convoi de navires à moteur modernes Gino Allegri, Reginaldo Giuliani, Ravello, Agostino Bertani et Unione et le grand vapeur allemand Reichenfels. Il s'agit de l'opération de circulation "Mira", qui a nécessité l'envoi de 58 chars, 713 véhicules, 3 086 tonnes de carburant et d'huiles lubrifiantes, 513 hommes et 17 505 tonnes de munitions et autres fournitures, Le Giuliani est touché par une panne de pompe et doit se replier sur Palerme. Pour l'escorter, le Premuda est détaché. Le reste du convoi arrive à destination indemne,.
Le da Recco quitte ensuite Tripoli en escortant le grand navire à moteur Gino Allegri, qu'il escorte jusqu'à Brindisi (pendant la navigation, il faut avertir le 'Allegri qu'il est sur le point de se retrouver sur un champ de mines italien).
Le 30 mai, il quitte Brindisi avec le Allegri et rejoint le destroyer Euro et le navire à moteur Rosolino Pilo. Après avoir largué quelques grenades sous-marines contre un sous-marin de nationalité douteuse, le da Recco se sépare du Euro et du Allegri (ce dernier est coulé peu après par une attaque aérienne) et escorte le Pilo à Benghazi.
Au cours de la deuxième semaine de juin, le da Recco subit de brefs travaux sur les moteurs, et au milieu du mois, il est temporairement stationné à Messine pour secourir les navires endommagés lors de la bataille de la mi-juin.
Le 20 juin, à 2 heures du matin, il appareille de Naples escortant, avec le destroyer Strale et le torpilleur Centauro, les navires à moteur Rosolino Pilo et Reichenfels à destination de Tripoli avec une cargaison de 4 chars, 376 véhicules, 290 soldats, 638 tonnes de carburant et d'huiles lubrifiantes et 7 117 tonnes d'autres fournitures,. Dans la nuit suivante, le Strale s'échoue sur la côte tunisienne et le Centauro est envoyé pour l'assister, de sorte que seul le da Recco reste pour escorter le convoi, qui à midi le 21 juin est attaqué par 9 bombardiers-torpilleurs Bristol Beaufort escortés par 6 chasseurs Bristol Beaufighter. La forte réaction du da Recco abat trois avions, dont le chef d'escadron (à bord de l'unité, on pense en avoir abattu deux fois plus), dispersant les autres, mais l'une des torpilles touche le Reichenfels à la proue, qui, malgré la tentative du da Recco de se rapprocher pour transférer du personnel ou au moins le prendre en remorque, coule en un quart d'heure,,. Le da Recco n'a plus qu'à récupérer l'équipage et les troupes du Reichenfels - environ 300 hommes, sans pertes - ainsi que 6 aviateurs - un Canadien et un Néo-Zélandais des avions d'attaque et 4 Allemands d'un Junkers Ju 88 de l'escorte indirecte abattus par des avions britanniques dans la bataille - et à escorter le Pilo indemne jusqu'à Tripoli,.
De nouveau en juin, avec le destroyer Saetta, il escorte en Libye les navires à moteur Monviso (italien) et Ankara (allemand) . Pendant la nuit, le convoi est attaqué sans succès par des bombardiers-torpilleurs, dont l'un est touché par le da Recco et abattu par le Saetta.
Début août, avec son navire-jumeau da Verrazzano, il effectue une mission de transport à Pýlos, où il débarque des provisions, et à Tobrouk, où il transporte des troupes (le da Verrazzano effectue une mission similaire à Benghazi). Au large des côtes libyennes, le da Recco (entre-temps réuni avec le da Verrazzano) heurte avec une hélice un objet immergé, tandis que, pendant le voyage de retour, l'évaporateur du moteur avant explose en raison du mauvais fonctionnement d'une soupape de sécurité.
Pour réparer ces défaillances, le da Recco passe un mois au travail dans l'arsenal de Tarente
Le 15 août, il escortait de Brindisi à Benghazi, avec les torpilleurs Castore, Polluce et Calliope, les grands navires à moteur Lerici et Ravello, quand, à 18h30, à ma position géographique de 34° 50′ N, 21° 30′ E, le Lerici est torpillé et incendié par le sous-marin britannique HMS Porpoise (N14). Le da Recco poursuit sa route vers Benghazi avec le Castore et le Ravello, tandis que le Lerici, après d'inutiles tentatives de sauvetage par le Calliope, coule par la poupe,.[36].
Le 17 août, il appareille de Benghazi pour escorter vers Brindisi, avec le destroyer Saetta et les torpilleurs Castore et Orione, les navires à moteur Sestriere et Nino Bixio. A 15h35 du même jour, cependant, le Bixio est touché et gravement endommagé par deux torpilles du sous-marin britannique HMS Turbulent (N98), ce qui tue 434 hommes,. Pendant que le Bixio est remorqué à Navarino par le Saetta, le da Recco poursuit sa route vers sa destination avec le Sestriere et le Castor.
Le 24 août, il quitte Brindisi en direction du Pirée en escortant le navire à moteur Manfredo Camperio. Une fois arrivé dans le port grec, le convoi est rejoint par le vapeur Tergestea et les torpilleurs Polluce et Climene. En quittant le convoi pour Benghazi, à 7h49 le 27 août, le Camperio est torpillé par le sous-marin britannique HMS Umbra (P35) et prend feu. Tandis que le Pollux tente de sauver le navire brûlé (mais la tentative est vaine et à 12h28 c'est le Polluce lui-même qui doit achever à coups de canons le Camperio, qui coule à la position géographique de 35° 39′ N, 23° 07′ E), le da Recco repère le sous-marin attaquant et le soumet au lancement de quatre grenades sous-marines. Des bulles d'air, des morceaux d'épaves, des nappes d'huile et finalement une unité sous-marine renversée sont vues en train de faire surface pendant quelques secondes, qui coule peu après : tout cela faisant croire que l'unité ennemie a coulé, mais la Royal Navy n'a jamais confirmé de perte (le Umbra a survécu à la guerre en étant mis au rebut en 1946). Le da Recco rejoint ensuite le Climene pour escorter le Tergestea jusqu'à Benghazi. Au cours de la navigation, quatre survivants (deux du da Recco et deux du Climene) sont aperçus et sauvés, les seuls survivants d'un groupe d'une centaine d'hommes qui ont été perdus en mer une semaine plus tôt après le torpillage du Bixio.
En septembre, le da Recco est principalement employé en escorte sur les routes de la mer Égée.
L'une de ces missions est l'escorte du Pirée à Thessalonique du petit pétrolier allemand Ossag.
De Thessalonique, le da Recco navigue avec le dragueur de mines auxiliaire allemand Bulgaria, escortant le pétrolier Albaro aux Dardanelles, à destination de Constanța.
En une autre occasion, il escorte de Candia au Pirée les deux petits vapeurs Minerva et Ginetto ainsi que deux navires à moteur armés allemands.
Plus tard, il escorte le croiseur auxiliaire Barletta chargé de munitions du Pirée à Tobrouk, échappant à une attaque aérienne nocturne.
Le 24 septembre, il quitte le Pirée pour escorter vers Tobrouk, en compagnie des torpilleurs Lupo, Sirio et Castore, les vapeurs Menes (allemand) et Anna Maria Gualdi (italien), qui sont rejoints plus tard par le pétrolier Proserpina et les torpilleurs Libra et Lira. Le convoi est arrivé à destination indemne après avoir repoussé une attaque aérienne.
Le 12 octobre à huit heures du soir, il appareille de Brindisi escortant, avec le destroyer Folgore et les torpilleurs Ardito et Clio, le navire à moteur moderne D'Annunzio. Le convoi rejoint ensuite un autre convoi venant de Corfou (torpilleur Partenope et destroyer Lampo escortant le navire à moteur Foscolo). Il atteint le port le 14, malgré des attaques aériennes continues qui sont repoussées par le feu des canons à bord. Le da Recco et les autres unités de l'escorte partent dans la journée et escortent ensuite les navires à moteur Sestriere et Ruhr sur le chemin du retour, sans être attaqués.
Le 31 octobre, il part avec les destroyers plus modernes Bersagliere et Corazziere pour transporter vers Tobrouk une cargaison de 250 tonnes de munitions (réparties entre les trois navires). En suivant la route de la Méditerranée orientale, les trois navires arrivent à destination le 2 novembre malgré une violente attaque aérienne (qui dure deux heures et demie) effectuée dans la nuit du 1er au 2 novembre, au cours de laquelle le da Recco, à 1h40, est touché par une torpille qui tombe non explosée sur le pont avant, cause plusieurs dégâts mineurs et roule ensuite dans l'eau, tandis que l'avion attaquant est touché et abattu par le da Recco,,.
Après avoir réparé les dégâts, le da Recco effectue une première mission d'escorte vers Patras puis une seconde (avec un transport italien et un transport allemand) de Patras à Tarente.
Le 28 novembre, il appareille de Tarente pour escorter jusqu'à Palerme, en compagnie du destroyer Lampo, du vapeur Gualdi et du pétrolier Giorgio. Le Gualdi doit réparer à Messine en raison d'une grave panne de moteur, tandis que les trois autres unités arrivent à Palerme le lendemain matin.
A minuit le 2 décembre, il appareille de Palerme sous le commandement du capitaine de vaisseau (capitano di vascello) Aldo Cocchia pour escorter vers Palerme, avec les destroyers Folgore et Camicia Nera et les torpilleurs Procione et Clio, le convoi "H" (transports de troupes Aventino et Puccini, transport militaire allemand KT 1, ferry Aspromonte, avec à bord un total de 1 766 soldats, 698 tonnes de matériel, principalement des munitions, 32 véhicules, 4 chars, 12 pièces d'artillerie),. Grâce à l'organisation Ultra, la Royal Navy apprend la présence du convoi et envoie la Force Q (croiseurs légers HMS Aurora (12), HMS Sirius (82) et HMS Argonaut (61), destroyers HMS Quentin (G78) et HMAS Quiberon (G81))) contre lui. À 00h37, les navires britanniques interceptent le convoi " H " et l'attaquent près du banc de Skerki (côte tunisienne). Dans le violent affrontement (Bataille du banc de Skerki), qui dure une heure, tous les transports sont coulés (à l'exception du Puccini, endommagé irrémédiablement et sabordé une seconde fois) et le Folgore et le Procione sont sérieusement endommagés,. Le da Recco, qui est en tête du convoi et qui a reçu le message du Supermarina l'informant de la présence de la Force Q à minuit, ordonne à 00h05 un virage de 90° à bâbord et à 00h17 un virage de 90° à tribord pour revenir à la route précédente, ordre qui, en raison du mauvais fonctionnement des équipements radio des navires marchands, a provoqué une collision entre le Aspromonte et le Puccini et la perte de contact du KT 1 avec les autres navires,. À 00h38, une minute après l'ouverture du feu par la Force Q contre le KT 1, le commandant Cocchia ordonne aux autres unités de contre-attaquer, puis se dirige à son tour vers la formation britannique, en tirant des canons de 120 mm avec des tirs enflammés (pour toucher les navires britanniques) et éclairants (pour les rendre plus visibles aux autres navires italiens). Après quelques minutes, il se range et reprend l'attaque à 00h55, continuant à tirer jusqu'à ce que, à 00h57, la Force Q reste derrière le da Recco,. Le destroyer se dirige alors vers l'est pour se rapprocher de la formation ennemie. Il la trouve à environ 1h30, à une distance d'environ 4 000 mètres, et manœuvre pour s'approcher sans être vu (donc sans rouvrir le feu), avec l'intention de se mettre à une courte distance et ensuite d'attaquer avec des torpilles. Mais quand le navire est prêt à lancer ses torpilles, à moins de 2 000 mètres des navires britanniques, un peu de naphte accumulé dans la cheminée avant prend feu en éjectant une colonne d'étincelles, qui révèle la position du da Recco aux unités ennemies,. Alors que le navire s'approche pour lancer des torpilles et s'éloigner, une première salve de quatre tirs ennemies tombe à une courte distance. Peu après, une deuxième frappe à sa place: deux obus détruisent le complexe de la proue à deux bras et les deux autres touchent le dépôt de munitions, provoquant une déflagration dévastatrice qui enveloppe toute la zone de la proue et touchée la superstructure du pont tuant ou brûlant gravement tous ceux qui s'y trouvent. En tout sont morts ou sont gravement brûlés la moitié de l'équipage parmi lesquels le commandant Cocchia, qui garde cependant le commandement pendant longtemps,. Tandis que la Force Q, ayant achevé la destruction du convoi, s'éloigne sans donner le coup de grâce au da Recco, à bord du navire en feu, qui est arrêté entre-temps (le chef mécanicien, le capitaine des ingénieurs navals Cesare Petroncelli, juge opportun, dans une telle situation, d'arrêter les moteurs) l'équipage valide (pas plus d'un quart, car, outre les morts et les blessés, de nombreux hommes sont tombés à la mer ou s'y sont jetés), sous la direction du commandant en second, le capitaine de corvette (capitano di corvetta) Pietro Riva, tentent de contenir et de dompter le feu furieux, tandis que le responsable des communications, le lieutenant de vaisseau (tenente di vascello) Alfredo Zambrini, et le sergent radiotélégraphiste Mario Sforzi, tous deux brûlés, remettent en service une balise radio informant les autres navires de la situation critique du da Recco et demandant de l'aide,. Vers 8 heures du matin, les incendies sont éteints et les moteurs remis en marche; les blessés graves et les brûlés, une soixantaine, sont transférés sur le navire-jumeau da Noli, tandis que le Pigafetta prend en remorque l'unité meurtrie et la remorque jusqu'à Trapani,.
Dans la bataille, 118 hommes du da Recco sont tués: 5 officiers, 15 sous-officiers et 98 marins.
En mémoire du lieutenant de vaisseau Zambrini, qui meure à l'hôpital de Trapani pour les brûlures qu'il a subies, est décernée la médaille d'or de la valeur militaire; le commandant Cocchia reçoit une décoration similaire de son vivant.
Les travaux de réparation sont très longs. Après vingt jours passés à Trapani pour être remis en état de navigabilité, le da Recco est transféré à l'arsenal de Tarente où il reste du 9 janvier au 26 juin 1943, reprenant le service en juillet 1943. Outre la réparation des dommages, des modifications sont effectuées, comme le remplacement du complexe de tubrd lance-torpilles arrière et des mitrailleuses de 13,2 mm par respectivement des 2 canons de 37 mm et 9 canons de 20 mm. Un radar Ec3/ter "Gufo" est également embarqué.
Entre juillet et septembre, le navire opère dans des missions d'escorte d'unités chargées de poser des barrages de mines dans la mer Ionienne
Le 9 septembre 1943 à 17h00, après la proclamation de l'armistice (Armistice de Cassibile), le da Recco appareille de Tarente avec les cuirassés Duilio et Andrea Doria et les croiseurs légers Luigi Cadorna et Pompeo Magno pour se rendre aux Alliés à Malte, où il arrive le lendemain à 17h50, amarré au large de la tour Madliena.
Le 12 septembre, il est ravitaillé à La Valette et le 14 septembre, il quitte l'île avec une partie de l'escadre italienne qui s'est entre-temps rendue (cuirassés Italia et Vittorio Veneto, croiseurs Eugenio di Savoia, Duca d'Aosta, Montecuccoli et Cadorna, destroyers Artigliere, Grecale, Velite) et se rend à Alexandrie, où il arrive le 16,.
Jusqu'à l'armistice, le da Recco avait effectué 176 missions de guerre (dont 70 escortes), couvrant un total de 68 318 milles nautiques (126 524 km) ,.
Pendant la cobelligérance, il est employé dans des missions d'escorte de convois alliés et de ravitaillement des cuirassés Italia et Vittorio Veneto internés aux lacs Amers.
Du 5 février au 26 octobre 1944, il est soumis à des travaux dans l'arsenal de Tarente
Il continue à se ravitailler aux lacs Amers (au départ de Tarente) jusqu'au 8 mai 1945

### Après-guerre
Dans l'immédiat après-guerre, il est utilisé pour le transport de personnel et de matériel d'abord sur la ligne Tarente-Naples puis, du 25 septembre 1945 au 7 février 1946, sur la ligne Catane-Malte.
Redéployé à Tarente, il n'est plus employé en haute mer. Dans les dernières années de sa vie, il assume les rôles de commandement du dragage (du 1er mars 1948 au 30 novembre 1950), puis de navire-amiral de la Ire division navale (torpilleurs), du 1er janvier 1951 à sa cessation d'activité.
Déclassé le 15 juillet 1954 et désarmé deux semaines plus tard, il était prévu d'en faire un navire-musée, mais le projet est abandonné et le seul survivant de la classe Navigatori est envoyé à la démolition

### Commandement
Commandants
- Capitaine de vaisseau (Capitano di Vascello) Ugo Salvadori (né à Casale Marittimo le 23 octobre 1897) (1939 - 14 avril 1941)
- Capitaine de vaisseau (Capitano di Vascello) Antonio Muffone (né le 7 juillet 1892) (15 avril 1941 - mai 1941)
- Capitaine de vaisseau (Capitano di Vascello) Stanislao Esposito (né à Avellino le 15 octobre 1898) (26 mai 1941 - 19 mars 1942)
- Capitaine de vaisseau (Capitano di Vascello) Aldo Cocchia (né à Naples le 30 août 1900) (20 mars 1942 - 2 décembre 1942)
- Capitaine de vaisseau (Capitano di Vascello) Rodolfo Del Minio (né à Pise le 5 novembre 1900) (juin - décembre 1943)